# Bieke Depoorter
Bieke Depoorter (* 1986 in Kortrijk, Belgien) ist eine belgische Fotografin. Sie ist Mitglied der Fotografenagentur Magnum Photos und wurde mit dem Magnum Expression Award, dem Larry Sultan Award und dem Prix Levallois ausgezeichnet.

## Leben und Werk
Depoorter wurde in Belgien geboren. In Gent erwarb sie 2009 einen Master-Abschluss in Fotografie an der Koninklijke Academie voor Schone Kunsten van Gent.
Die Beziehungen, die Depoorter zu den Personen ihrer Fotografien aufbaut, bilden die Grundlage ihrer künstlerischen Praxis. Zufällige Begegnungen sind der Ausgangspunkt, und die Art und Weise, wie sich diese Interaktionen auf natürliche Weise entwickeln, bestimmt die Art von Depoorters Arbeit. Viele ihrer selbst initiierten Projekte befassen sich mit intimen Situationen in der Familie und in den Wohnungen der Menschen. Für ihr Abschlussprojekt und ihr erstes Buch, Ou Menya (2011), reiste sie dreimal nach Russland und fotografierte Menschen in ihren Häusern, die sie auf ihren Reisen kennengelernt hatte. Die Serie wurde 2009 mit dem Magnum Expression Award ausgezeichnet. Die Arbeiten für ihr zweites Buch, I am About to Call it a Day (2014), entstanden auf ähnliche Weise, während sie durch die USA trampte und fuhr.
Mehrere jüngere Projekte sind jedoch das Ergebnis von Depoorters Hinterfragung des Mediums. In As it May Be wurde sie sich allmählich ihres Status als Außenseiterin bewusst, sowohl in kultureller Hinsicht als auch als Fotografin. So reiste sie 2017 mit dem ersten Entwurf des Buches erneut nach Ägypten und lud die Menschen ein, Kommentare direkt auf die Fotografien zu schreiben. In Sète#15 und auch in Dvalemodus, einem Kurzfilm, bei dem sie gemeinsam mit Mattias De Craene Regie führte, begann sie, ihre Motive als Schauspieler zu sehen. Obwohl sie sie in ihrer realen Umgebung porträtierte, versuchte sie, ihre eigene Geschichte auf die Szenen zu projizieren und fiktionalisierte die Realitäten ihrer Protagonisten auf eine Weise, die die Grenzen zwischen ihrer Welt und der ihren verwischte.
In Agata, einem Projekt über eine junge Frau, die Depoorter im Oktober 2017 in einer Striptease-Bar in Paris kennengelernt hat, erkundet sie ihr Interesse an kollaborativen Porträts. Es ist ein Beispiel für Depoorters Interesse, Menschen zu finden, die mit ihr zusammen eine Geschichte erzählen können. Diese Geschichten sind immer zum Teil ihre eigenen, zum Teil die der anderen.
Depoorter wurde 2012 ein nominiertes Mitglied von Magnum Photos, 2014 ein assoziiertes Mitglied und 2016 ein Vollmitglied.
Vom 30. April 2022 bis zum 9. September 2022 waren Werke ihrer Fotoserien Agata und Michael im C/O Berlin ausgestellt, welche ihre zufälligen Begegnungen als Thema hatten.

## Veröffentlichungen
- Ou Menya. Tielt: Lannoo, 2011. ISBN 9789020992137. Text auf Englisch, Niederländisch und Französisch von Paul Demets, Übersetzung von Michael Lomax.
- I am About to Call it a Day. Zürich: Edition Patrick Frey, 2014. ISBN 9783905929690. Mit einem Text von Maarten Dings.
- As It May Be. Lichtervelde: Uitgeverij Hannibal, 2017. ISBN 9789492677174. Mit einem Text von Ruth Vandewalle.
  - New York: Aperture, 2018. Mit einem Text von Ruth Vandewalle.
- Mumkin. Est-ce possible?. Paris: Xavier Barral, 2018. Mit einem Text von Vandewalle. ISBN 978-2-36511-164-5.
- Sète#15. Le bec en l’air, 2015. ISBN 978-2-36744-079-8. Mit einem Text von Christian Caujolle. Auf Französisch und Englisch.
- Agata. Gent, Belgien: Selbstverlag, 2021. ISBN 978-9-46433-497-5. Mit einem Text von Agata Korbus und Depoorter.
  - Zweite Auflage. Gent, Belgien: Selbstverlag / Des Palais, 2022. ISBN 978-9-46433-497-5. Mit einem Text von Agata Korbus und Depoorter.

## Filme
- Dvalemodus – Kurzfilm, in Zusammenarbeit mit Mattias De Craene

## Auszeichnungen
- Magnum Expression Award
- The Larry Sultan Award
- Prix Levallois